# Вале Ботей
Вале Ботей — балка (річка) в Молдові й Україні у межах Болградського району Одеської області. Ліва притока річки Чаги (басейн Чорного моря).

## Опис
Довжина балки приблизно 6,98 км, найкоротша відстань між витоком і гирлом — 6,70 км, коефіцієнт звивистості річки — 1,04. Формується декількома струмками та загатами. На деяких ділянках балка пересихає.

## Розташування
Бере початок на східній стороні від села Тараклія. Тече переважно на південний захід і у селі Петрівка впадає в річку Чагу, ліву притоку річки Когильника.